# イッポンシメジ属
イッポンシメジ属（イッポンシメジぞく、学名: Entoloma（旧: Rhodophyllus））は、ハラタケ目イッポンシメジ科に属する属の一つ。

## 概容
イッポンシメジ属は、枯草や枯葉上に生えるキノコの集合で、世界的に600種以上が知られている。主なものに共通する特徴として、ヒダが初め白く、胞子が熟してくると淡赤色になるとされる。また、イッポンシメジ科に共通する特徴があり、胞子が角張っている。この子実体は様々な型のものがあり、一目でイッポンシメジ属であると判断するのは難しい。多くの種が毒をもっており、この属のキノコに含まれるものに似たキノコを採取するのは避けたほうが良い。